# DJ Nyack
Fernando Carmo da Silva (São Paulo, 1989), mais conhecido pelo seu nome artístico DJ Nyack, é um DJ brasileiro de rap e R&B. Na atividade desde 2003, quando participou do projeto Do Risco ao Rabisco, ele foi apoiado por pessoas como KL Jay, DJ King, DJ Primo, Primeira Função e Kamau para ingressar no meio do hip hop.
Em 2008, Nyack aceitou fazer shows junto com o rapper Emicida, além de já estar nos grupos Primeira Função e Sinhô Preto Velho. Além disso, o DJ continua fazendo participação em diversos eventos de música brasileira e é o "DJ residente" do Curumim.

## Mixtapes
- R&B Session Vol. I (janeiro de 2010)[3]
- R&B Session Vol. II (fevereiro de 2010)[4]
- Musiq-Tape (março de 2010)[5]
- RapDuBrasil's Vol.I (março de 2010)[6]
- Jamiro-Tape (junho de 2010)[7]
- Ed Mottape (junho de 2010)[8]
- VelhaEscola70 Mixtape (agosto de 2010)[9]
- Djavan Tape (agosto de 2010)[10]
- Spankey Vol. I (agosto de 2010)[11]
- Love Rap Vol. II (agosto de 2010)[12]
- DweleTape Vol. I [The Party] (setembro de 2010)[13]
- DweleTape Vol. II [After Party] (setembro de 2010)[14]
- Jam Olido Set (setembro de 2010)[15]
- Funk-SE Quem Puder Vol. I (setembro de 2010)[16]
- Remixtape Emicida (Janeiro de 2013)[17]